# Lewkiw (Schytomyr)
Lewkiw (ukrainisch Левків; russisch Левков Lewkow) ist ein Dorf in der ukrainischen Oblast Schytomyr mit etwa 2800 Einwohnern (2004).
Die 1501 gegründete Ortschaft liegt am Ufer des Teteriw 14 km östlich vom Oblastzentrum Schytomyr.
Das Dorf war zwischen dem 10. Juli 1941 und dem 29. Dezember 1943 von Truppen der Wehrmacht besetzt.
Am 12. Juni 2020 wurde das Dorf ein Teil der Landgemeinde Hlybotschyzja, bis dahin bildete es zusammen mit den Dörfern Kalyniwka (Калинівка) und Klitschyn (Клітчин) die gleichnamige Landratsgemeinde Lewkiw (Левківська сільська рада/Lewkiwska silska rada) im Nordosten des Rajons Schytomyr.